# Cerkiew Chrystusa Zbawiciela w Tiencinie
Cerkiew Chrystusa Zbawiciela – nieistniejąca cerkiew prawosławna w Tiencinie, nad brzegiem Bai He.
Cerkiew została wzniesiona dla upamiętnienia 108 żołnierzy rosyjskich zabitych w mieście w czasie powstania bokserów. Zostali oni pochowani pod ołtarzem świątyni. Ze względu na swój charakter (była to cerkiew-pomnik) oraz niewielkie rozmiary (mieściła jedynie 20 osób) nie była wykorzystywana w pracy rosyjskiej misji prawosławnej ukierunkowanej na głoszenie prawosławia wśród Chińczyków, lecz służyła niemal wyłącznie Rosjanom. W 1922 z inicjatywy hieromnicha Wiktora (Swiatina) cerkiew została rozbudowana, a przy rekonsekracji zmieniono jej wezwanie na Opieki Matki Bożej. Po przebudowie budynek mógł pomieścić pięć razy większą liczbę wiernych.
W czasie wojny chińsko-japońskiej (1937–1945) przekształcona przez Japończyków na magazyn. Po zakończeniu działań wojennych odrestaurowana, otrzymała nowe wezwanie – św. Mikołaja. Zamknięta w 1965, została zburzona podczas rewolucji kulturalnej. 
W czerwcu 1970 na miejscu cerkwi odkryty został oryginalny kamień węgielny z napisem w języku rosyjskim. Jest to jedyny zachowany do naszych czasów ślad świątyni.